# Intercontinental Le Mans Cup 2010
Intercontinental Le Mans Cup 2010 omfattade tre tävlingar, med sex tillverkare och arton team som tävlade om mästerskapstiteln i fyra klasser.

## Tävlingskalender
| Datum        | Tävling             | Segrare LMP1 Team        | Segrare LMP2 Team | Segrare GT1 Team   | Segrare GT2 Team        |
| Datum        | Tävling             | Segrare LMP1 Tillverkare |                   |                    | Segrare GT2 Tillverkare |
| ------------ | ------------------- | ------------------------ | ----------------- | ------------------ | ----------------------- |
| 12 september | Silverstone 1000 km | Team Peugeot Total       | OAK Racing        | Larbre Compétition | AF Corse                |
| 12 september | Silverstone 1000 km | Peugeot                  |                   |                    | Ferrari                 |
| 2 oktober    | Petit Le Mans       | Team Peugeot Total       | OAK Racing        | Inga deltagare     | Risi Competizione       |
| 2 oktober    | Petit Le Mans       | Peugeot                  |                   |                    | Ferrari                 |
| 7 november   | Zhuhai 1000 km      | Team Peugeot Total       | OAK Racing        | Larbre Compétition | BMW Team Schnitzer      |
| 7 november   | Zhuhai 1000 km      | Peugeot                  |                   |                    | BMW                     |